# 대림동 (서울)
대림동(大林洞)은 서울특별시 영등포구의 법정동이다.

## 개요
대림동은 신대방동의 '대(大)'자와 신도림동의 '림(林)'자를 따서 붙여진 이름이다. '대림'이라는 지명은 과거 삼림지대의 존재여부와 무관하며, 오히려 지금의 대림동 일대는 도림천변 풀밭 및 목장지대였다.
조선시대에는 경기도 금천현 상북면 원지목리 등이었으며, 1795년에는 시흥현에, 1895년 인천부 시흥군에 속했으며, 1896년 전국을 13도 339군으로 개정하고 5등으로 구분하였는데 대림동은 경기도 38군의 4위에 해당되는 경기도 시흥군에 속하였다.
일제강점기인 1914년 일제가 자의로 부·군을 통폐합할 때, 이곳은 경기도 시흥군 북면 도림리로 하였으며, 1936년 도림리 일부가 경성부에 편입되면서 잔여지역을 경기도 시흥군 동면 도림리로 하였다.
1949년 서울시 행정구역 확장에 따라 서울특별시에 편입되어 영등포구에 속하여 도림리가 신도림동이 되었으며, 1955년에 행정동제가 실시됨에 따라 당시 법정동 신도림동과 신대방동을 관할하는 행정동 대림동이 설치되었다. 그 뒤 1980년 구로구가 신설되고, 이어 동 명칭 및 구역획정이 있었는데 이때 법정동 신도림동 중 영등포구 잔류지역(즉, 도림천 이북지역)을 법정동 대림동으로 하여 현재에 이르고 있다.

## 연혁
- 삼국시대 잉벌노현
- 통일신라시대 곡양현
- 고려시대 금주현
- 조선초기 경기도 금천현 상북면
- 조선말기 경기도 시흥현 상북면 원지목리
- 1914년 경기도 시흥군 북면 도림리
- 1936년 경기도 시흥군 동면 도림리
- 1949년 서울특별시 영등포구 신도림리 (서울특별시 편입)
- 1950년 서울특별시 영등포구 신도림동
- 1955년 행정동 대림동 설치 (법정동 신도림동, 신대방동 관할)
- 1980년 구로구 분구로 신도림동 중 도림천 이북 지역이 분동되어 법정동 대림동 명명

## 법정동
- 대림동

## 교육
- 신영초등학교
- 도신초등학교
- 서울영림초등학교
- 신대림초등학교
- 서울대동초등학교
- 대림중학교
- 영남중학교

## 교통
- 서울 지하철 2호선
  - 대림역
- 서울 지하철 7호선
  - 대림역
- ● 신안산선 (공사 중)
  - 대림삼거리역

## 같이 보기
- 대한민국의 행정 구역